# Jan Blockx
Jan Blockx (Anvers, 25 de gener de 1851 - 26 de maig de 1912) fou un compositor belga.
Assolí molt jove la popularitat en el seu país natal amb les seves nombroses cançons flamenques, obres de música de cambra i cantates; però la seva anomenada restà consagrada amb l'estrena del ballet Milenka, que tingué efecte en el Théâtre de la Monnaie, de Brussel·les, el 1880, al que el seu gran èxit li seguiren els de les seves òperes, representades després amb freqüència a França i Alemanya.
Tant en les seves obres teatrals com en les seves cantates, Blockx s'inspirava en el cançoner popular de Flandes, adaptant el seu caràcter i estil a la creació personal, assenyalada per gran modernitat de factura, especialment en el que es refereix a harmonia i orquestració, malgrat que sense caure mai en es extravagàncies de les escoles avançades, que refusava la seva estreta consciència artística i el seu innat bon gust.
Les seves principals cantates i que contribuïren en no petita part a la popularitat d'aquest compositor, porten per títol Op den Stroom (1875); De Klokke Roelandt (1888), i Die Scheldezang (1903).
Entre la seva música instrumental cal senyalar-se l'obertura Rubens, per a orquestra, i una Romance, per a violí, amb acompanyament d'orquestra.